# محمد الطاهر بن عاشور
محمد الطاهر بن عاشور (عربی: محمد الطاهر ابن محمد ابن محمد الطاهر ابن عاشور)؛ (زاده: ۱۸۷۹ – درگذشته: ۱۹۷۳) دانشمند و محقق تونس است. ریشه خانواده آن‌ها به اشراف در مراکش بر می‌گردد. وی در دانشگاه زیتونه تحصیلات را فرا گرفت و نهایتاً به یک استاد بزرگ تبدیل شد.
او در سال ۱۹۰۳ هنگامی که محمد عبده در تونس بود با وی دیدار نمود. وی همچنین به عنوان فرماندار در سال ۱۹۰۹ و پس از آن در سال ۱۹۱۱ به عنوان یک قاضی که به رتبه فتوا ارتقاء پیدا کرده بود شناخته می‌شود. در سال ۱۹۳۲ او در موقعیت شیخ الاسلام المالکی قرار گرفت، وی تا قبل از استقلال تونس مدتی به دلایل سیاسی از این منصب کناره‌گیری کرد.

## کتاب‌ها و تألیفات
اولین کسی بود که تألیفاتی به زبان عربی در تونس در قرن بیستم ارائه داد، آثار و تألیفات او به چهل عدد رسیده‌اند که در نهایت دقت علمی هستند و نشان از تسلط شیخ در علوم مختلف حقوق و ادبیات است.
آثار او به دو قسمت تقسیم شده‌است: آثار در علوم اسلامی و در زمینه ادبیات عربی:

### علوم اسلامی
وی در این زمینه دارای تفسیر روشنگری از قرآن کریم است که به صورت یک دانشنامه علمی است که محمد الطاهر بن عاشور در آن به نوآوری رسید، به طوری که اصطلاحات سابق را تکرار نکرد، اما با ایده‌ها و فقه‌های معتبر مطابقت داشت. این کار در ۱۵ جلد انجام شد، بعضی از آن‌ها در سال ۱۹۵۶ در تونس، و در سال ۱۹۶۵ و ۱۹۶۶ در قاهره و در سال ۱۹۶۸ در تونس چاپ شد که از جمله می‌توان به آثار زیر اشاره نمود.
- اهداف قانون اسلامی
- ریشه‌های نظام اجتماعی در اسلام
- صبح نزدیک نیست
- داستان تولد
- تحقیقات و دیدگاه‌های قرآن و سنت

### زبان و ادبیات عربی
- اصول نگارش و سخنرانی
- نقد کتاب اسلام و اصول حکمت نوشته علی عبدالرزاق
- شرح داستان‌های کودکان
- دیوان بشار، مقدمه و تحقیق

### مجلات علمی
تعدادی از مجلات علمی که در آن مشارکت داشته‌است، از جمله:
- خوشبختی بزرگ
- مجله زیتون
- نور اسلام
- مجله ارشاد اسلامی